# Глава Республики Мордовия
Глава́ Респу́блики Мордо́вия (мокш. Мордовия Республикть Оцюняц; эрз. Мордовия Республикань Прявт) — высшее должностное лицо Республики Мордовия.
Статус и полномочия главы Республики определяются главой IV Конституции Республики Мордовия.

## История
Должность главы Республики Мордовия введена в 1995 году. До этого (1991—1993 годы) высшим должностным лицом Республики Мордовия был Президент Республики Мордовия, единственным занимавшим данную должность был Василий Дмитриевич Гуслянников.
22 сентября 1995 года на Конституционном собрании Республики Мордовия главой Республики Мордовия был избран Николай Иванович Меркушкин, занимавший до этого должность Председателя Государственного Собрания Мордовии.
Впоследствии Н. И. Меркушкин повторно избирался на должность главы Республики Мордовия 15 февраля 1998 года и 16 февраля 2003 года в ходе всенародных выборов, а также 10 ноября 2005 года и 10 ноября 2010 года Государственным собранием Республики Мордовия по представлению президента Российской Федерации.
10 мая 2012 года Николай Меркушкин подал в отставку. 14 мая на седьмой сессии Государственного Собрания пятого созыва В. Д. Волков утверждён в должности главы Республики Мордовия.
18 ноября 2020 года Владимир Волков подал в отставку. Временно исполняющим обязанности главы Республики Мордовия назначен Артём Здунов.
20 сентября 2021 года Артём Здунов победил на выборах главы республики, набрав 78,26 % голосов избирателей, 29 сентября 2021 года он вступил в должность главы Республики Мордовия.

## Полномочия главы Республики Мордовия
Глава Республики осуществляет следующие полномочия:
1. обеспечивает соблюдение прав и свобод человека и гражданина на территории Республики Мордовия, законность и правопорядок на её территории;
2. обеспечивает координацию деятельности органов исполнительной власти Республики Мордовия с Государственным Собранием Республики Мордовия и в соответствии с законодательством Российской Федерации вправе организовывать взаимодействие органов исполнительной власти Республики Мордовия с федеральными органами исполнительной власти и их территориальными органами, органами местного самоуправления и общественными объединениями;
3. представляет Республику Мордовия в её отношениях с федеральными органами государственной власти и субъектами Российской Федерации, а также при осуществлении внешнеэкономических связей в порядке, определяемом федеральным законом;
4. определяет структуру исполнительных органов государственной власти Республики Мордовия;
5. назначает и отзывает полномочных представителей Республики Мордовия в органах государственной власти Российской Федерации;
6. обращается в Конституционный Суд Российской Федерации с ходатайством о разрешении споров о компетенции между органами государственной власти Российской Федерации и Главой Республики Мордовия, а также между высшими государственными органами Республики Мордовия;
7. представляет Государственному Собранию Республики Мордовия систему исполнительных органов государственной власти Республики Мордовия и предложения о её изменении;
8. образовывает и упраздняет министерства и иные исполнительные органы государственной власти Республики Мордовия, устанавливает их организационную структуру и предельную численность работников аппаратов;
9. назначает по согласованию с Государственным Собранием Республики Мордовия Председателя Правительства Республики Мордовия и освобождает его от должности;
10. назначает на должность заместителей Председателя Правительства Республики Мордовия по согласованию с Государственным Собранием Республики Мордовия, министров и других руководителей исполнительных органов государственной власти Республики Мордовия, а также освобождает от должности вышеназванных должностных лиц;
11. принимает добровольную отставку Председателя Правительства Республики Мордовия, заместителей Председателя Правительства Республики Мордовия и других членов Правительства Республики Мордовия;
12. вправе принять решение об отставке Правительства Республики Мордовия;
13. отрешает от должности глав муниципальных образований, глав местных администраций в случаях, установленных федеральным законом;
14. отменяет постановления и распоряжения Правительства Республики Мордовия в случае их противоречия Конституции Российской Федерации, федеральному законодательству, Конституции Республики Мордовия, законам Республики Мордовия, нормативным правовым актам Главы Республики Мордовия;
15. вправе участвовать в работе Государственного Собрания Республики Мордовия с правом совещательного голоса;
16. обладает правом законодательной инициативы в Государственном Собрании Республики Мордовия;
17. подписывает и обнародует законы Республики Мордовия;
18. отклоняет законы, принятые Государственным Собранием Республики Мордовия, в том числе законы о внесении изменений в Конституцию Республики Мордовия;
19. назначает членов Центральной избирательной комиссии Республики Мордовия в порядке, установленном федеральным законом и принимаемым в соответствии с ним законом Республики Мордовия;
20. обращается к Государственному Собранию Республики Мордовия с ежегодными посланиями о положении в Республике Мордовия;
21. распускает Государственное Собрание Республики Мордовия в случаях:
  - принятия Государственным Собранием Республики Мордовия Конституции Республики Мордовия, закона Республики Мордовия, иного нормативного правового акта, противоречащих Конституции Российской Федерации, федеральным законам, принятым по предметам ведения Российской Федерации и предметам совместного ведения Российской Федерации и Республики Мордовия, Конституции Республики Мордовия, если такие противоречия установлены соответствующим судом, а Государственное Собрание Республики Мордовия не устранило их в течение шести месяцев со дня вступления в силу судебного решения;
  - если вступившим в силу решением соответствующего суда установлено, что избранное в правомочном составе Государственное Собрание Республики Мордовия в течение трех месяцев подряд не проводило заседание;
  - если вступившим в силу решением соответствующего суда установлено, что вновь избранное в правомочном составе Государственное Собрание Республики Мордовия в течение трех месяцев со дня его избрания не проводило заседания;
22. представляет в Государственное Собрание Республики Мордовия проект республиканского бюджета Республики Мордовия и отчет о его исполнении;
23. представляет в Государственное Собрание Республики Мордовия ежегодные отчеты о результатах деятельности Правительства Республики Мордовия, в том числе по вопросам, поставленным Государственным Собранием Республики Мордовия;
24. представляет в Государственное Собрание Республики Мордовия проекты программ социально-экономического развития Республики Мордовия и отчеты об их исполнении;
25. назначает представителя в Совет Федерации Федерального Собрания Российской Федерации от исполнительной власти и прекращает его полномочия в порядке, установленном федеральным законом;
26. вносит в Государственное Собрание Республики Мордовия кандидатуру для назначения на должность Уполномоченного по правам человека в Республике Мордовия, а также представление об освобождении его от должности;
27. награждает государственными наградами Республики Мордовия, присваивает почётные звания Республики Мордовия;
28. учреждает награды, не относящиеся к государственным наградам Республики Мордовия;
29. формирует Администрацию Главы Республики Мордовия;
30. утверждает положение о Резервном фонде Главы Республики Мордовия;
31. устанавливает расходные обязательства Республики Мордовия, установление которых не отнесено к компетенции Государственного Собрания Республики Мордовия и Правительства Республики Мордовия, в соответствии с федеральными законами и законами Республики Мордовия;
32. вправе использовать в необходимых случаях согласительные процедуры;
33. осуществляет иные полномочия, возложенные на него федеральными законами, Конституцией Республики Мордовия и законами Республики Мордовия;

## Список глав Республики Мордовия
| № | Глава Республики           | Срок полномочий | Партийность                                                      |
| - | -------------------------- | --- | ---------------------------------------------------------------- |
| 1 | Николай Иванович Меркушкин | c 22 сентября 1995 года по 10 мая 2012 года | КПСС КП РСФСР (1973—1991 год) Единая Россия (с 2003 года по н.в) |
| 2 | Владимир Дмитриевич Волков | врио с 10 мая по 14 мая 2012 года c 14 мая 2012 года по 12 апреля 2017 года; врио с 12 апреля по 19 сентября 2017 года с 19 сентября 2017 года по 18 ноября 2020 года | КПСС (до 1991), Единая Россия                                    |
| 3 | Артём Алексеевич Здунов    | врио с 18 ноября 2020 по 29 сентября 2021 года c 29 сентября 2021 | Единая Россия                                                    |